# Koenigsegg
Koenigsegg Automotive AB is een Zweedse fabrikant van hoogwaardige sportwagens gevestigd in Ängelholm, Skåne.

## Bedrijf
Het bedrijf werd opgericht op 12 augustus 1994 door Christian von Koenigsegg, directeur en grootaandeelhouder, met de bedoeling om een supercar te ontwikkelen. In 1996 was het eerste rijdende prototype gereed, de Koenigsegg CC. De eerste productiewagens werden onder de naam Koenigsegg CC8S geleverd vanaf 2002. In 2006 begon Koenigsegg met het bouwen van de CCX, dit was het eerste model met een eigen gebouwde motor.

## Geschiedenis
De eerste Koenigsegg is voortgekomen uit een project van Sethera, de door Svenharry Åkesson ontworpen Sethera Falcon, dat door de familie Von Koenigsegg werd gekocht. Het eerste model was de Koenigsegg CC, die in 1997 werd gepresenteerd.
In 2003 werd Koenigsegg hard getroffen toen de fabriek in Margretetorp volledig afbrandde. Bij de verwoestende brand gingen talloze documenten verloren, waardoor het bedrijf voor een enorme uitdaging stond. Maar nog datzelfde jaar vond Koenigsegg een nieuwe thuisbasis: een voormalig vliegveld in Ängelholm. Deze locatie had vroeger gediend als basis voor de Ghost Squadron, een elite eenheid van de Zweedse luchtmacht. Hunsymbool, een spook, en hun slogan,  "The show must go on", werden door Koenigsegg overgenomen als eerbetoon. Sindsdien is er op elk Koenigsegg model ergens een klein spookje te vinden, als verwijzing hiernaar. 
Op 11 juni 2009 werd bekendgemaakt dat Koenigsegg de Zweedse autofabrikant Saab wilde overnemen van het in de problemen gekomen Amerikaanse concern General Motors. Drie maanden later werd echter bekend dat Koenigsegg afzag van de overname.
Eind juli 2022 werd bekend dat Koenigsegg investeert in het Nederlandse Lightyear. Ook gaan de bedrijven technologie uitwisselen. Lightyear maakt een innovatieve elektrische auto met 5 vierkante meter aan zonnecellen, die in de herfst van 2022 in productie zou worden genomen. Lightyear is echter in 2023 failliet gegaan.

## Dealers
Dit zijn de officiële Europese Koenigsegg dealers op een rijtje:
- Spanje:
  - Barcelona: Spirits of Speed
  - Marbella: Carage
- Duitsland:
  - München: Semco
  - Alsdorf/Aken: Esser Automotive
- Polen:
  - Katowice: Laget SP
- Zweden:
  - Ängelholm: Koenigsegg Automotive AB
  - Halmstad: Bendt Bil
- Zwitserland:
  - Luzern: Carage
  - Genève: Pegasus Automotive Group SA
- Bulgarije:
  - Sofia: M Car Premium EOOD
- Engeland:
  - Berkshire: Super Vettura
  - Londen: DMD

Verder heeft Koenigsegg officiële dealers in China, Taiwan, Japan, Hong Kong, Zuid-Korea, Thailand, Maleisië, Indonesië, Singapore, Australië, Zuid-Afrika, Verenigde Arabische Emiraten, Oman, Libanon, Saoedi-Arabië, Verenigde Staten, Canada en Mexico. 

## Modellen

### CC serie
Twee jaar na de oprichting maakte Koenigsegg zijn eerste grote indruk met het CC-prototype, dat toen werd getoond tijdens een raceweekend op het circuit van Anderstorp. Dit was veruit de snelste auto op de baan en daarnaast trok het prototype de aandacht met zijn afneembare dak en de revolutionaire dihedral synchro-helix deuren. Toch was het nog een ruwe diamant: de proporties waren nog niet perfect en de motor was afkomstig van een ander merk, Audi. Wel had Koenigsegg zichzelf op de kaart gezet.
Op de Paris Motor Show in 2000 werd de CC8S gelanceerd, een doorontwikkelde versie van het prototype. Twee jaar later werd hij daadwerkelijk aan klanten afgeleverd. Dit model had verfijndere proporties en een motor die Koenigsegg zelf produceerde, al was deze nog gebaseerd op een Ford V8. In 2004 werd de CCR gepresenteerd op de Autosalon van Genève - een krachtigere en geavanceerdere evolutie van de CC8S. 
Twee jaar later, op dezelfde beurs, kwam Koenigsegg met de CCX. Dit model was speciaal ontwikkeld voor de Amerikaanse markt. De ‘X’ in de naam staat voor 10, ter ere van het tienjarig jubileum van het eerste CC-prototype. Qua uiterlijk lijkt de CCX sterk op zijn voorganger, maar onder de motorkap was alles vernieuwd, met onder andere Koenigseggs eerste in-house ontwikkelde motor. 
In 2007 werd de CC-serie uitgebreid met twee bijzondere modellen: de CCXR en de CCGT. De CCXR was een doorontwikkeling van de CCX en kon rijden op biobrandstof (E85). Ook de aerodynamica was verbeterd. Het ontwerp viel zo in de smaak dat Forbes Magazine de auto uitriep tot een van de tien mooiste ooit gemaakt. De CCGT daarentegen was bedoeld voor de FIA GT1-raceklasse. Helaas wijzigde de FIA de regelgeving in dat jaar, waardoor het model nooit in de competitie werd gebruikt. 
In 2008 werd zowel de CCX Edition als de CCXR Edition onthuld. Beide kregen upgrades zoals een grotere achtervleugel, side winglets en een volledig carbon exterieur. Nog exclusiever was de CCXR Trevita, wat Zweeds is voor ‘de drie witten’. Oorspronkelijk zouden er namelijk drie exemplaren van worden gebouwd, maar dat aantal werd later teruggebracht naar twee. De naam verwijst naar de unieke witte koolstofvezel, een feature die voorheen nog door geen enkel automerk was gerealiseerd. Naast de Trevita werd ook de CCXR Special Edition gepresenteerd, waarin F1-technologieën zoals een geavanceerd schakelsysteem en een grotere achtervleugel hun weg naar een straatauto vonden. Ook het interieur werd comfortabeler. 
Het leek erop dat hiermee de CC-serie ten einde was gekomen, maar in 2022 werd op de Quail de CC850 bekendgemaakt. Het is een eerbetoon aan het 20 jarig jubileum van de CC8S, en hiermee werd tegelijkertijd Christian von Koenigseggs 50e verjaardag gevierd. In feite is het een moderne versie van de CC8S. Hoewel de CC850 qua uiterlijk veel lijkt op de CC8S, was hij van binnen behoorlijk vernieuwd. De meest baanbrekende innovatie was het Engage Shift System (ESS), een transmissie die zowel als handbak én als 9-traps automaat functioneert.

### Agera serie

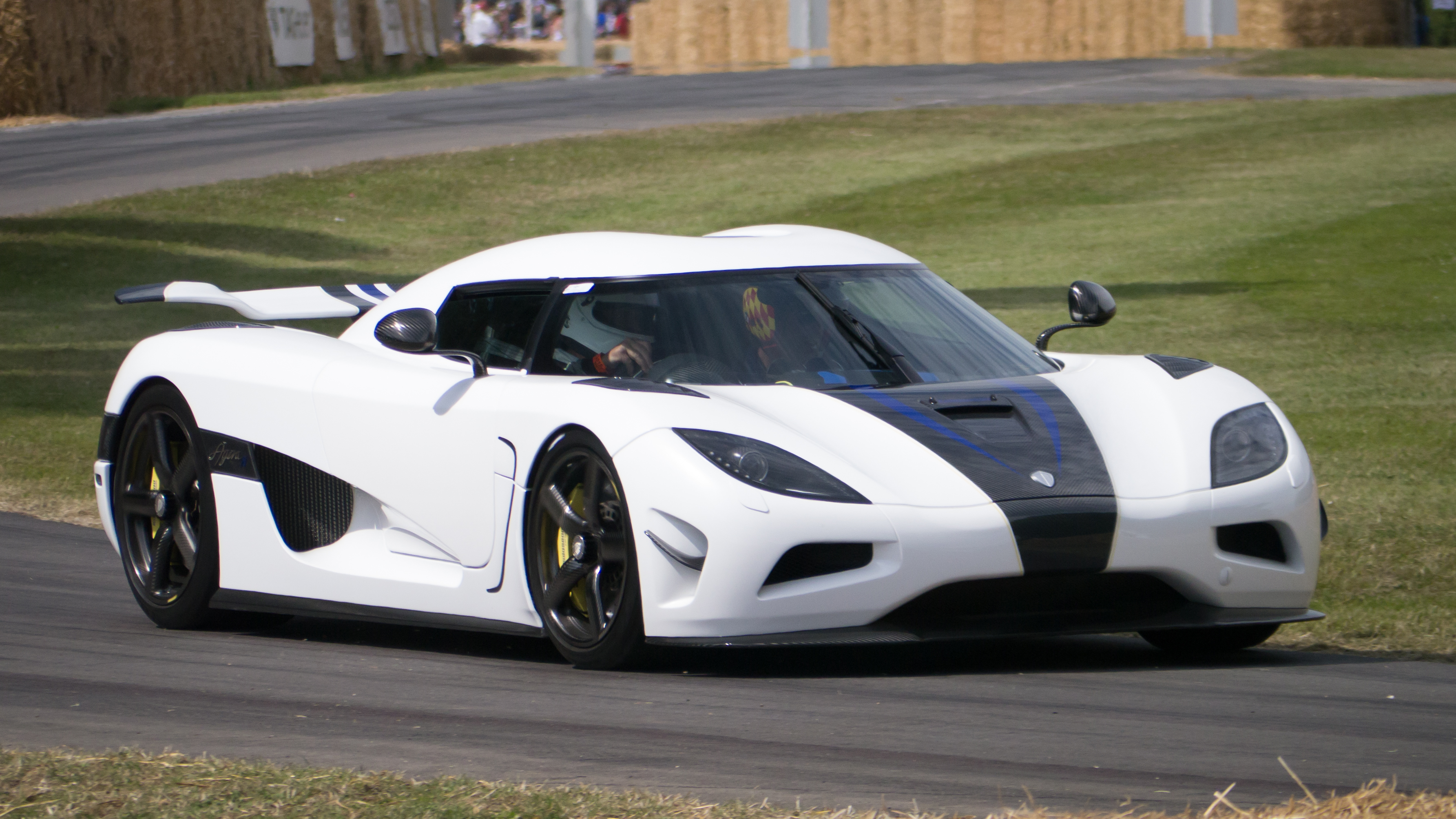
Koenigsegg Agera, 2015

De opvolger van de CC serie was de Agera serie, in 2010 bekendgemaakt. De naam komt van het Griekse 'ageratos' wat tijdloos betekent. In 2011 verscheen de Agera R, een krachtigere en aerodynamisch geoptimaliseerde versie die meteen een wereldrecord vestigde: hij accelereerde van 0 naar 300 km/u en terug naar stilstand in slechts 21,19 seconden. Een 2e betekenis van ‘Agera’ is ‘actie ondernemen’ (uit het Zweeds) – een toepasselijke naam. 
In 2013 was de onthulling van de Agera S. Dit model is bijna hetzelfde als de Agera R, maar specifiek ontwikkeld voor markten waar E85-brandstof niet beschikbaar was.
In 2015 werd de extreemste uit de serie gelanceerd: de Agera RS. Dit model bundelde het beste van de Agera R, Agera S en de revolutionaire One:1. Hierdoor werd de Agera niet alleen lichter en krachtiger, maar ook aerodynamisch verfijnder én geschikter voor dagelijks gebruik. In 2017 claimde deze auto de titel van 's werelds snelste productieauto, ondertussen is de Agera RS dit record al weer kwijt.
De laatste uit de serie was de Agera FE (Final Edition), onthuld in 2016. Deze speciale uitvoeringen combineerden de Agera RS met de krachtbron van de One:1.

### Regera
Na de Agera kwam de Regera, wat vrij vertaald naar het Nederlands "om te regeren" betekent. Deze hypercar heeft slechts 1 versnelling maar toch een topsnelheid van meer dan 400km/h. Februari 2025 heeft Koenigsegg aangekondigd dat eigenaren hun Regera terug mogen sturen naar de fabriek voor een upgrade: de transmissie van de Koenigsegg Jesko. Ook kunnen de hybride elementen verwijderd worden. 

### Jesko
De Koenigsegg Jesko is met 1600 pk een onwijs snelle hypercar. Deze exclusieve bolide is vernoemd naar de vader van Christian von Koenigsegg. Er wordt een Attack versie gemaakt voor op het circuit en een Absolut versie voor een hoge topsnelheid. In 2023 werd het eerste exemplaar afgeleverd. In totaal zullen er slechts 125 stuks worden gebouwd. De topsnelheid van de Absolut wordt geschat op ruim 500 km/h maar dat moet nog getest worden. 

### Gemera
De Gemera is een hybride vierzitter met meer dan 2000 pk. Hiervan zullen 300 exemplaren gemaakt worden. De Gemera heeft een V8 en een zeer compacte elektro-motor. Bijzonder is dat er ook nog plek is voor vier koffers. Ondertussen zijn alle exemplaren verkocht en eind 2025/begin 2026 zal begonnen worden met de levering.

### Modellen lijst
| Type                 | Jaartal   | Aantal totaal                          | Aantal linksgestuurd | Aantal rechtsgestuurd |
| -------------------- | --------- | -------------------------------------- | -------------------- | --------------------- |
| CC Prototypes        | 1996-2000 | 4                                      | 4                    | 0                     |
| CCV8S                | 2001      | 1                                      | 1                    | 0                     |
| CC8S                 | 2001-2002 | 6                                      | 4                    | 2                     |
| CCR                  | 2002-2006 | 14                                     | 10                   | 4                     |
| CCR Evolution        | 2002      | 1                                      | 0                    | 1                     |
| CCGT                 | 2002      | 1                                      | 1                    | 0                     |
| CCX                  | 2006-2010 | 29 (origineel 30 gepland, 1 omgebouwd) | 24                   | 5                     |
| CCXR                 | 2007-2009 | 9                                      | 8                    | 1                     |
| CCXR Edition         | 2008-2009 | 4                                      | 3                    | 1                     |
| CCX Edition          | 2008      | 2                                      | 2                    | 0                     |
| CCXR Special Edition | 2009      | 2                                      | 2                    | 0                     |
| CCXR Trevita         | 2009      | 2 (origineel 3 gepland, 1 gecanceld)   | 1                    | 1                     |
| Quant                | 2009      | 1                                      | 1                    | 0                     |
| Agera                | 2010-2011 | 6                                      | 5                    | 1                     |
| Agera R              | 2011-2014 | 16                                     | 15                   | 1                     |
| Agera X              | 2011      | 1                                      | 1                    | 0                     |
| Agera S              | 2012-2014 | 4                                      | 1                    | 3                     |
| Agera S Hundra       | 2013      | 1                                      | 0                    | 1                     |
| One:1                | 2014-2015 | 7                                      | 6                    | 1                     |
| Regera               | 2015-     | 16 (80 gepland)                        | 16                   | 0                     |
| Agera RS             | 2015-2018 | 23                                     | 18                   | 5                     |
| Agera Final          | 2015-2018 | 3                                      | 3                    | 0                     |
| Agera RSR            | 2015-     | 3                                      | 3                    | 0                     |
| Jesko                | 2019-     | 125 gepland                            | +-25                 | 0                     |
| Gemera               | 2020-     | 300 gepland                            |                      |                       |